# Godfrey Bloom
Godfrey Bloom (ur. 22 listopada 1949 w Londynie) – brytyjski polityk, poseł do Parlamentu Europejskiego VI i VII kadencji.

## Życiorys
Do 1986 pracował jako doradca emerytalnego funduszu powierniczego, w tym samym roku poślubił Katrynę Skowronek, córkę polskiego emigranta. Od 1986 do 1992 był dyrektorem funduszu Mercury Asset Management. W latach 1992–2004 zajmował się jako ekonomista badaniem rynków finansowych. Od 1987 do 1999 był radnym parafialnym.
W 2004 i w 2009 uzyskiwał mandat posła do Parlamentu Europejskiego z ramienia Partii Niepodległości Zjednoczonego Królestwa, reprezentując okręg Yorkshire and the Humber. W VI kadencji PE zasiadał w grupie Niepodległość i Demokracja. W 2009 przystąpił do nowo powstałej frakcji Europa Wolności i Demokracji. W 2013 został posłem niezrzeszonym. Był przewodniczącym Europejskiego Sojuszu na rzecz Wolności. W październiku 2014 odszedł z Partii Niepodległości Zjednoczonego Królestwa.
Został również przewodniczącym klubu krykieta w Horsehouse, a także wiceprzewodniczącym klubu rugby w Pocklington.